# Eremobelba yunnanensis
Eremobelba yunnanensis är en kvalsterart som beskrevs av Aoki och Yamamoto 2000. Eremobelba yunnanensis ingår i släktet Eremobelba och familjen Eremobelbidae. Inga underarter finns listade i Catalogue of Life.